# Gamling (Rehling)
Gamling ist ein Gemeindeteil von Rehling im schwäbischen Landkreis Aichach-Friedberg in Bayern. Die Einöde liegt circa eineinhalb Kilometer nordöstlich von Rehling an der Kreisstraße AIC 9.

## Geschichte
Seit 1733 hieß der Ort Ziegelstadel. Er war seit spätestens Anfang des 19. Jahrhunderts wieder dauerhaft bewohnt. Im Jahr 1809 hieß das Anwesen „beim Ziegler auf dem Gamel im Dorf Allmering“. Die Ziegelei wurde von 1733 bis 1924 betrieben.

## Baudenkmäler
Siehe auch: Liste der Baudenkmäler in Gamling
- Katholische Marienkapelle